# آی‌ان‌اس پرالایا (کی۹۱)
آی‌ان‌اس پرالایا (کی۹۱) (به انگلیسی: INS Pralaya (K91)) یک کشتی است که طول آن ۵۶ متر (۱۸۴ فوت) می‌باشد.